# Tucker Carlson

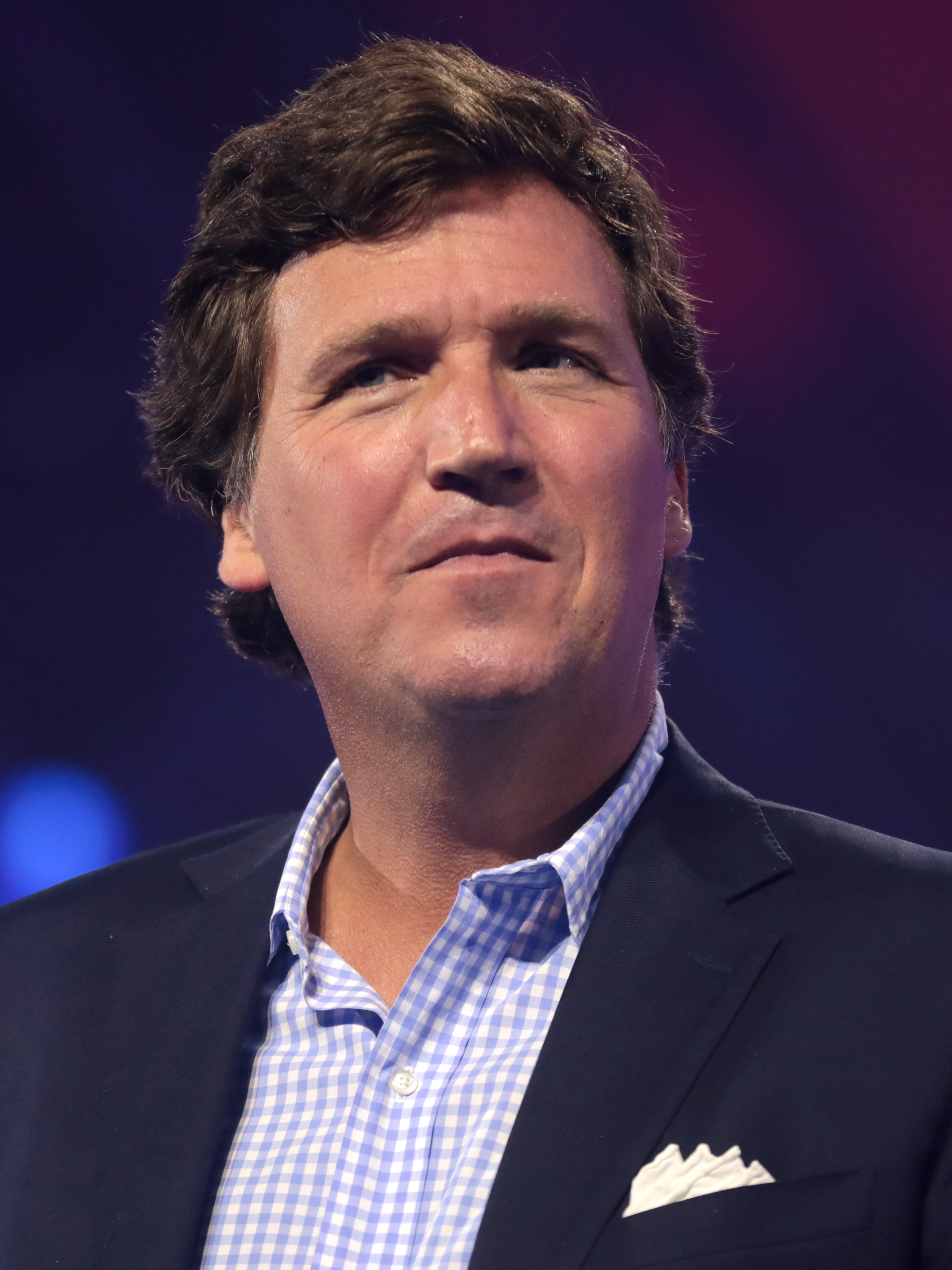
Tucker Carlson (2022)

Tucker Swanson McNear Carlson (* 16. Mai 1969 in San Francisco) ist ein US-amerikanischer Fernsehmoderator und politischer Kommentator.
Er wurde als Gastgeber der CNN-Debattensendung Crossfire und der MSNBC-Show Tucker bekannt. Von 2016 bis 2023 moderierte er die abendliche politische Talkshow Tucker Carlson Tonight beim Fox News Channel. Während er zu Beginn seiner Karriere öffentlich noch liberale Ansichten vertrat, wurde er mit der Zeit konservativer. Carlson verbreitete zuletzt Verschwörungstheorien über Themen wie Einwanderung, die Corona-Pandemie, Besuche von Außerirdischen, den Sturm auf das Kapitol sowie den Ukraine-Krieg, zu dem er Behauptungen der russischen Propaganda übernahm.

## Leben

### Jugend und Ausbildung
Carlson wurde 1969 als älterer der beiden Söhne des Bankiers, Nachrichtenmoderators und Diplomaten Richard Warner Carlson (1940–2025) und seiner Ehefrau, der Künstlerin Lisa McNear (1945–2011), geboren. Sein Ururgroßvater Cesar Lombardi emigrierte 1860 aus der Schweiz nach New York.
Als Carlson sechs Jahre alt war, verließ seine Mutter die Familie. Eigenen Angaben zufolge sah er sie bis zu ihrem Tod im Jahr 2011 nie wieder. 1976 reichte sein Vater die Scheidung ein und beantragte unter Verweis auf die Alkohol-, Marijuana- und Kokainsucht der Mutter das alleinige Sorgerecht für die gemeinsamen Kinder, das er auch erhielt.
1979, als Carlson zehn Jahre alt war, heiratete sein Vater Patricia Swanson (1945–2023), eine Nichte des Senators J. William Fulbright und Tochter des Industriellen Gilbert Swanson (1906–1968), der als Erfinder des TV-Dinners gilt. Patricia Swanson adoptierte Carlson und seinen Bruder Buckley nach der Eheschließung mit ihrem Vater offiziell. Infolgedessen nahm Carlson den Mädchennamen seiner Stief- und Adoptivmutter (Swanson) als zweiten Vornamen an.
Carlsons Stief-/Adoptivmutter brachte ein immenses Vermögen mit in ihre Ehe mit Carlsons Vater. Dieses war ihr als Miterbin des Swanson-Vermögens – ihre Familie war in den 1950er Jahren durch die Produktion von Lebensmitteln, die in den USA bis heute eine bekannte Marke sind (Swanson Frozen Foods), zumal von TV-Dinnern, zu großem Reichtum gelangt – zugefallen, nachdem ihr Vater seine Hauptfirma 1955 an die Campbell Soup Company für eine hohe Summe sowie ein großes Paket von Campbell-Aktien verkauft hatte. Da Patricia Swanson keine biologischen Kinder hatte, wird angenommen, dass sie ihren Teil des ererbten Swanson-Vermögen an ihren beiden Stiefsöhnen vermacht hat. Campbell verwendet den Namen Swanson bis in die Gegenwart als Marke für viele Produkte, weshalb immer wieder irrtümlich in Medien berichtet wird, dass die Swanson-Produkte immer noch im Besitz der Familie Swanson seien und dass Carlson, weil Einnahmen der vermeintlich noch existierenden Swanson-Firma durch seine Adoptivmutter seiner Familie zufließen würden, vom Verkauf derselben finanzielle profitieren würde. In den 2020er Jahren wurden sogar wiederholt Aufrufe gestartet, Swanson-Produkte zu boykottieren, um Carlson den Profit, der ihm vermeintlich durch den Verkauf derselben erwachsen würde, vorzuenthalten.
Nach dem Besuch der St. George’s School, einer unter der Ägide der Episkopalkirche stehenden Privatschule in Middletown, Rhode Island, studierte Carlson bis 1992 am Trinity College in Hartford, Connecticut, wo er mit einem B. A. in Geschichte abschloss. Danach begann er, als freiberuflicher Journalist zu arbeiten.

### Karriere als Journalist und Fernsehmoderator
Carlson begann seine journalistische Karriere als Faktenchecker beim Policy Review, einem konservativen Magazin, das von der Heritage Foundation herausgegeben wurde.
Später arbeitete er als Reporter bei der Arkansas Democrat-Gazette, und 1995 begann er für The Weekly Standard zu arbeiten. Er war Kolumnist bei New York und Reader’s Digest. Zudem schrieb er auch für Esquire, The New Republic, The New York Times Magazine und The Daily Beast.

#### CNN (2000–2005)
Ab 2000 übernahm er die Moderation diverser Programmformate für den Nachrichten- und Informationskanal CNN, darunter mit Bill Press einige Jahre lang die Sendung The Spin Room und insbesondere die abendliche Live-Diskussions-Runde Crossfire. Darin traten Carlson und Robert Novak abwechselnd als Vertreter der politischen Rechten im Streitgespräch mit einem Co-Moderator (James Carville oder Paul Begala), der die politische Linke vertrat, auf, gemeinsam mit einem oder mehreren Gästen. Von 2004 bis 2005 moderierte er zeitgleich auch die Sendung Tucker Carlson: Unfiltered für den Sender PBS.
In der Crossfire-Sendung vom 15. Oktober 2004, während des damaligen US-Präsidentschaftswahlkampfes, geriet Carlson in ein Wortgefecht mit seinem Talkshowgast, dem Komiker und Moderator Jon Stewart. Dieser warf Carlson eine Fragetechnik vor, die seinen Gästen überwiegend Selbstdarstellung ermögliche und vor allem zu überspitzter Polemik statt zum ernsthaften Austausch von Argumenten führe und so das Informationsbedürfnis der Zuschauer nicht erfülle; Paul Begala und Carlson veranstalteten „Theater“ anstatt Journalismus. Dies schade den USA. Carlson reagierte abwehrend und warf Stewart vor, er habe ihn sich lustiger vorgestellt. Sein Vertrag als Moderator dieser Sendung wurde im Januar 2005 nicht verlängert, und Crossfire wurde abgesetzt. Der Präsident von CNN, Jonathan Klein, begründete dies damit, dass Stewarts Kritik berechtigt gewesen sei. Carlson behauptete dagegen, er habe ohnehin bereits im April 2004 bei CNN gekündigt.

#### MSNBC (2005–2008)
Von Mai 2005 bis März 2008 führte er bei dem Sender MSNBC als Anchorman durch die nach ihm benannte Talk-Sendung Tucker (anfangs kurzzeitig als The Situation with Tucker Carlson bezeichnet), die werktags um 18:00 Uhr (Ostküstenzeitzone) ausgestrahlt wurde und schließlich wegen schlechter Quoten eingestellt wurde. Während der Olympischen Winterspiele 2006 moderierte Carlson zudem eine nachmittägliche Sendung, in der er sich im Selbstversuch in verschiedenen während der Spiele ausgetragenen Disziplinen ausprobierte. Im selben Jahr berichtete er aus Haifa über den Zweiten Libanonkrieg.

#### Fox News Channel (2009–2023)

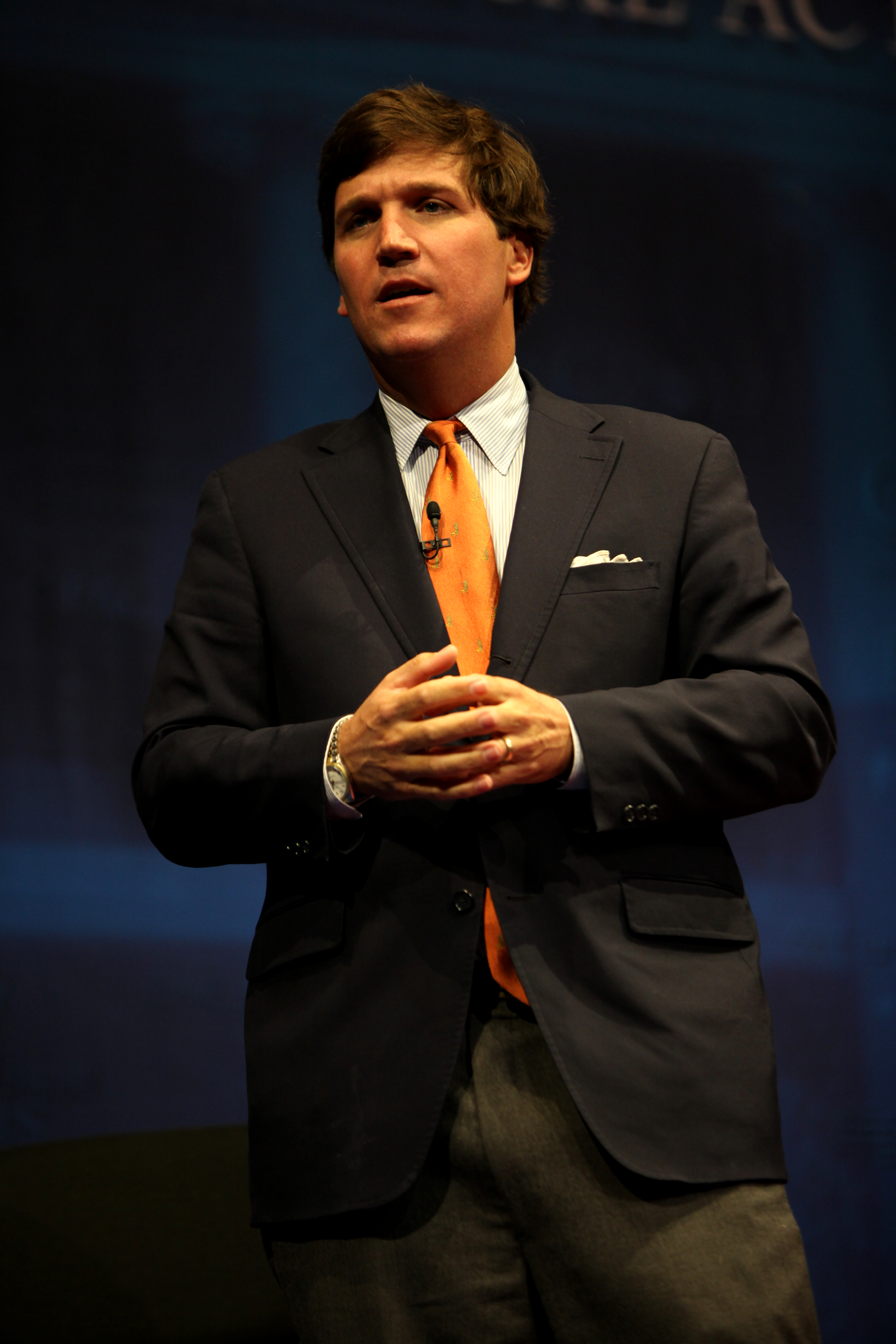
Tucker Carlson (2012)

Von Mai 2009 bis April 2023 stand Carlson beim konservativen Fox News Channel unter Vertrag. Für diesen trat er zunächst häufig als Kommentator oder Teilnehmer an Diskussionsrunden in Sendungen wie Special Report auf. Außerdem vertrat er einige Male Sean Hannity als Gastgeber in dessen Show.
Im April 2013 wurde Carlson als Nachfolger von Dave Briggs als einer von drei Co-Moderatoren der Wochenendausgabe der im Frühstücksfernsehen ausgestrahlten Sendung Fox & Friends ausgewählt. Zusammen mit Alisyn Camerota und Clayton Morris moderierte er die dreistündige Sendung, die eine Mischung aus Nachrichten, Unterhaltung und Interviews mit Gästen bietet, dreieinhalb Jahre lang (2013 bis 2016) an Samstag- und Sonntagvormittagen (Fox & Friends Weekend).
Nachdem Bill O’Reilly, der Moderator der an Wochentagen zur Hauptsendezeit um 20.00 Uhr (Ostküstenzeit) ausgestrahlten Sendung im Programm von Fox News (The O'Reilly Factor) aufgrund von Vorwürfen, dass er sich sexuellen Fehlverhaltens gegenüber weiblichen Mitarbeitern des Senders schuldig gemacht habe, im Herbst 2016 von Fox News entlassen wurde, wurde Carlson von der Senderleitung als sein Nachfolger ausgewählt: Im November 2016 übernahm Carlson die Moderation der neuen Sendung Tucker Carlson Tonight, die fortan von 20.00 bis 21.00 Uhr anstelle von The O'Reilly Factor von Fox News ausgestrahlt wurde. Carlson führte anschließend knapp sechseinhalb Jahre (November 2016 bis April 2023) durch diese Sendung.
Tucker Carlson Tonight erreichte schließlich die höchsten Einschaltquoten im Programm von Fox News und für eine politische Sendung in der Hauptsendezeit in den Vereinigten Staaten überhaupt.
Fox News beendete die Zusammenarbeit mit Carlson im April 2023, kurz nachdem sich der Sender und Dominion Voting Systems außergerichtlich auf rund 787 Mio. US-Dollar Schadenersatz geeinigt hatten. Fox News war für die Verbreitung von Falschinformationen zum Ausgang der Präsidentschaftswahl 2020 verklagt worden; Carlson spielte eine Schlüsselrolle in der Klage, insbesondere nachdem bekannt geworden war, dass er in privaten Nachrichten gänzlich andere Positionen zu Donald Trump vertrat als vor der Kamera. Seine Show wurde zum letzten Mal am 21. April 2023 ausgestrahlt. Laut The New York Times wurde er drei Tage später ohne Warnung über seine Entlassung informiert. Die Gründe für die Entlassung sind öffentlich nicht bekannt.

#### Nach Fox News
Im Juni 2023 sendete Carlson als Beginn einer eigenen regelmäßig erscheinenden Sendung erstmals ein zehnminütiges Video auf Twitter. Daraufhin teilte Fox Carlson mit, dass dies eine Verletzung des fortbestehenden Exklusivvertrages zwischen den Parteien sei. Carlsons Anwälte erklärten, dass Fox mit dieser Äußerung Carlsons Meinungsfreiheit aus dem 1. Zusatzartikel zur Verfassung der Vereinigten Staaten verletze.
Mit den drei ersten Sendungen erreichte Carlson laut eigenen Angaben ungefähr zwischen 26 Millionen und 13,2 Millionen Abrufe. Diese Zahlen könnten seine Zuschauerzahlen auch überbewerten, in den offiziellen Richtlinien von Twitter für Inhaltsersteller heißt es, dass eine „Videoaufruf-Metrik ausgelöst wird, wenn ein Nutzer ein Video mindestens 2 Sekunden lang anschaut und mindestens 50 % des Videoplayers im Blickfeld hat“.
Carlson behauptete in seiner ersten Sendung auf Twitter, dass das US-Militär die Überreste eines außerirdischen Raumschiffs und deren tote Besatzung geborgen hätte. Die Washington Post schrieb daraufhin, dass Carlson inzwischen nur noch ein weiterer Social-Media-Verschwörungstheoretiker unter vielen sei.

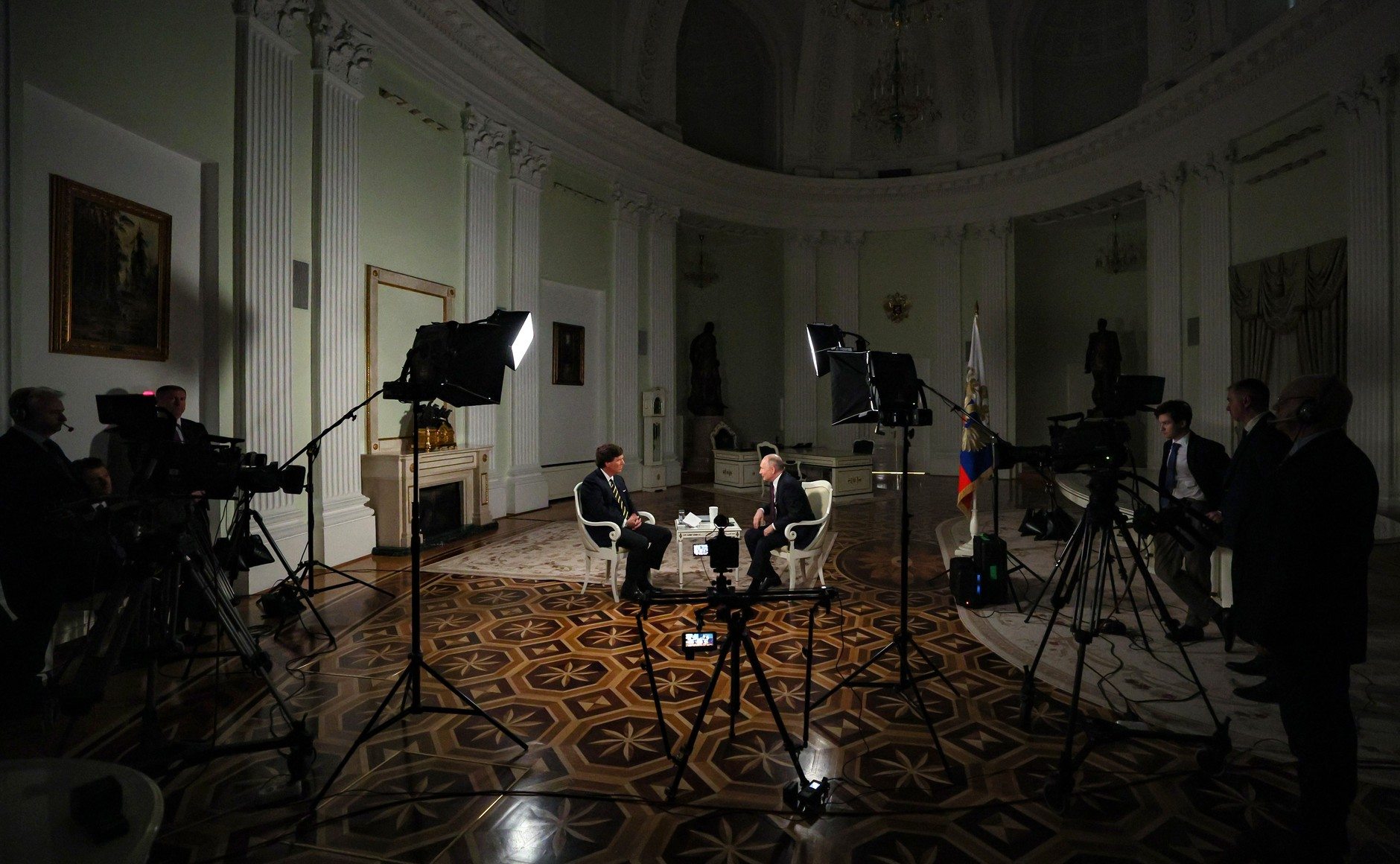
Tucker Carlson interviewt Wladimir Putin

Am 6. Februar 2024 interviewte Carlson zwei Stunden lang den russischen Staatspräsidenten Wladimir Putin. Er war die erste westliche Person, dem der russische Präsident seit Beginn des russischen Überfalls auf die Ukraine im Februar 2022 ein Interview gab. Vor dem Interview hatte Carlson seine Motive für sein Interview mit Putin in einer Erklärung dargelegt.
Carlson behauptete u. a., dass sich kein westlicher Journalist, abgesehen von ihm, um ein Interview mit dem russischen Präsidenten bemüht hätte. Dem widersprachen nicht nur westliche Medien, sondern auch der Sprecher der russischen Regierung, Dmitri Peskow; dieser erklärte, dass der russische Präsident viele Interviewanfragen erhalten habe, aber der Kreml „kaum einen Sinn darin, kaum einen Nutzen“ sehe, mit jenen westlichen Medien („traditionelle Fernsehsender, große Zeitungen“) zu kommunizieren, die bisher eine Anfrage gestellt hatten.
Der Journalist Demian von Osten von tagesschau.de war der Meinung, dass Carlson bei dem Interview ein „überforderter und unwissender Stichwortgeber“ Putins gewesen sei. Eine vierköpfige Gruppe von Journalisten der Washington Post kommentierte das Interview mit der Einschätzung, dass die von Putin in seinem Gespräch mit Carlson vermittelte Botschaft direkt auf Carlsons Zielgruppe gemünzt gewesen sei, nämlich isolationistische republikanische Anhänger des früheren US-Präsidenten Donald Trump.
Im Rahmen des Präsidentschaftswahlkampf 2024 nahm Tucker Carlson in Privatgesprächen Einfluss auf die Auswahl von JD Vance als Trumps Running Mate. Er riet von den Kandidaten Marco Rubio und Doug Burgum ab, da sie NeoCons seien. Carlson argumentiert, dass ein NeoCon-Vizepräsident den Geheimdiensten Anreiz geben würde Trump zu ermorden. Bei dem republikanischen Nominierungsparteitag 2024 trat Carlson dann auf. Am Eröffnungstag war er mit Donald Trump und dessen Familie in der VIP-Loge. Am Donnerstag, dem 18. Juli 2024, hielt er dort eine Rede und wurde auch sonst wie ein Prominenter behandelt.
Am 2. September 2024 interviewte Carlson den Podcaster Darryl Cooper, der dabei die Holocaust relativierende These vertrat, dass Winston Churchill der größte Schurke des II. Weltkrieges gewesen sei. Außerdem sei der Tod von Millionen in Konzentrationslagern nicht geplant, sondern auf unzureichende Vorbereitungen der Deutschen zurückzuführen. Carlson bezeichnete Cooper als „besten und ehrlichsten Populär-Historiker der USA“.
Anfang Dezember 2024 interviewte Carlson den Außenminister Russlands, Sergei Lawrow.

## Politische Positionen

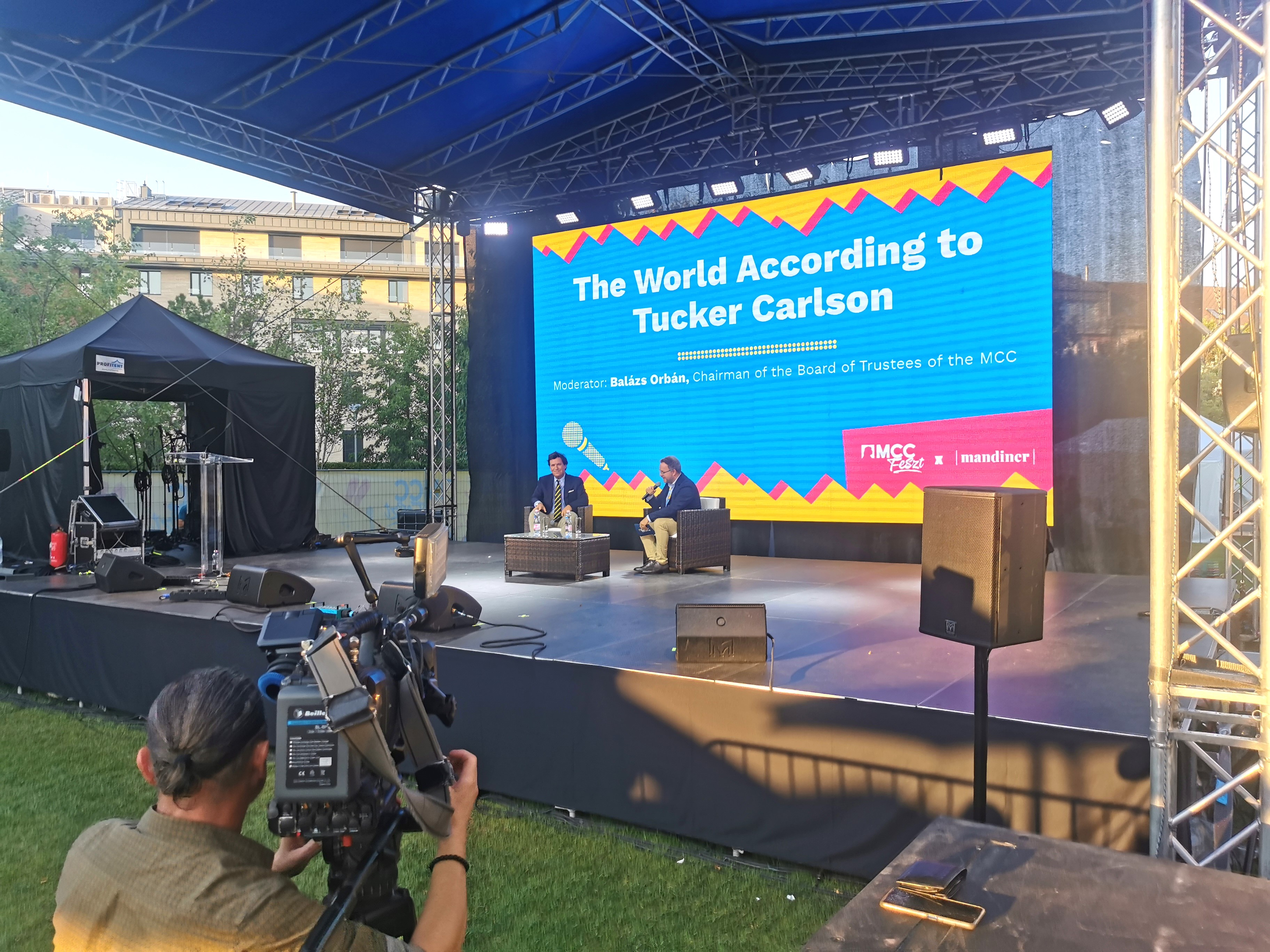
Tucker with Balázs Orbán at MCC Fest After

Carlson gehört der Republikanischen Partei an.
In seinen Sendungen und Zeitschriftenartikeln trat Carlson wiederholt für einen schlanken Staat und weniger staatliche Regulierungsmaßnahmen ein, etwa gegen ein Rauchverbot zugunsten individueller Entscheidungsfreiheit, für eine Reduzierung der Immigrationsquoten und für eine zurückhaltende Außenpolitik, in der Auslandseinsätze der US-Streitkräfte nur das letzte Mittel darstellen sollten. Er vertritt in Bezug auf Abtreibung eine konservative Position und sprach sich klar dagegen aus.
Er sprach sich noch 2007 allerdings für das Recht Homosexueller auf die Ehe aus. Er sagte, er befürworte die Ehe grundsätzlich als eine „zivilisierende“ Kraft und erwarte diesen Effekt auch bei Homosexuellen.
Insgesamt wurde er mit der Zeit immer konservativer und vertrat zuletzt rechtsextreme Positionen.
Den Irakkrieg von 2003 befürwortete Carlson anfangs, vertrat aber ab 2004 eine ablehnende Position und sagte, er betrachte seine ursprüngliche Zustimmung mittlerweile als einen Fehler. Weiter erklärte er, den damals amtierenden Präsidenten George W. Bush kein weiteres Mal zu wählen, und kritisierte auch dessen Gegenkandidaten John Kerry dafür, dass dieser die Invasion des Irak gebilligt hatte.
Im Frühjahr 2011 moderierte Carlson die üblicherweise von parteinahen Journalisten betreute Debatte der Kandidaten für das Amt des chairman der Parteiorganisation der Republikaner, die in der Wahl von Reince Priebus als neuem Vorsitzenden mündete. Sein Verhältnis zur Bush-Regierung war dagegen seit einem Vorfall während des Präsidentschaftswahlkampfes 1999/2000 gespannt: Carlson führte 1999 ein Gespräch mit Bush, der damals Präsidentschaftskandidat der Republikaner war. Nach seinem Bericht darüber soll Bush die in Texas zum Tode verurteilte Karla Faye Tucker verspottet haben, deren Begnadigung Bush als texanischer Gouverneur abgelehnt hatte, weiter habe Bush dabei geflucht „wie ein Fernfahrer“. Dies führte zu einem Zerwürfnis mit der Wahlkampfleitung von George W. Bush.
In einem Interview mit dem Historiker Rutger Bregman im Februar 2019 warf dieser ihm vor, das wichtige Thema Steuerflucht in seiner Berichterstattung bewusst zu verschweigen und sich als Millionär von Milliardären wie Rupert Murdoch und den Koch-Brüdern bezahlen zu lassen. Der überraschte Carlson wurde daraufhin gegenüber Bregman verbal ausfällig. Der betreffende Gesprächsausschnitt wurde von Fox nicht ausgestrahlt.
Im Sommer 2020 verteidigte Carlson den 17-jährigen Kyle Rittenhouse, der auf einer Black-Lives-Matter-Demo nach den Polizeischüssen auf Jacob Blake gemäß Videoaufnahmen zwei Demonstranten erschossen hatte. Laut dem späteren umstrittenen Gerichtsurteil, das den Angeklagten freisprach, geschah dies aus Notwehr. Carlson behauptete zunächst, dass in Kenosha „Anarchie“ herrsche und die Behörden die Stadt „aufgegeben“ hätten; er deutete die Tötung der Demonstranten als Akt zur Aufrechterhaltung von Recht und Ordnung. Anschließend fragte er in seiner Talkshow: „Sind wir also wirklich überrascht, dass sich Plünderung und Brandstiftung zu Mord beschleunigt haben? Wie schockiert sind wir darüber, dass 17-Jährige mit Gewehren beschlossen haben, die Ordnung aufrechtzuerhalten, als es sonst niemand tat?“
Carlson ist ebenfalls Klimawissenschaftsleugner, der in seiner Sendung unter anderem regelmäßig behauptete, dass Sorgen vor dem Klimawandel wie eine Religion seien und dass „die gesamte Theorie des menschengemachten Klimawandels absurd“ sei. Maxwell Boykoff, Professor für Umweltstudien, erklärte, Carlson habe Klimawandelleugnung nach dem Lehrbuch betrieben und sei einer der einflussreichsten Opponenten hinsichtlich des Klimawandels. Der Klimaforscher Michael E. Mann nannte Carlson eine „ständige Quelle der Desinformation über den Klimawandel“.
Nachdem US-Präsident Trump die Präsidentschaftswahl 2020 verloren und dies aber nicht anerkannt hatte, beschrieb Carlson den künftigen Präsidenten Joe Biden in seiner Show „in einem minutenlangen Monolog als ferngesteuerte Marionette der Reichen und der Tech-Industrie, die Amerika gleichschalten und zu einer Oligarchie machen wollten“ (Julia Kastein, MDR). Ende Februar 2023 belegten private E-Mails und SMS, die im Prozess des Wahlmaschinenherstellers Dominion Voting Systems gegen Fox News öffentlich wurden, dass Carlson intern die Verschwörungserzählung der „gestohlenen“ Präsidentschaftswahl 2020 als völligen Unsinn abgetan und Trumps Anwältin Sidney Powell als „Verrückte“ und „Lügnerin“ bezeichnet hatte, wohingegen er vor laufenden Kameras nach wie vor deren längst widerlegte Behauptung vom angeblichen Wahlbetrug verbreitete.
Den Sturm auf das Kapitol in Washington im Januar 2021 bezeichnete Carlson als eine durch das FBI inszenierte Aktion. Er behauptete, Anhaltspunkte für Widersprüche in der offiziellen Version der Ereignisse zu haben, und forderte eine Untersuchung gegen die „wahren Schuldigen“. Die Washingtoner Regierung unter Joe Biden sei ein „Regime der Geheimniskrämerei und der Täuschung“. Ende Februar 2023 wurde bekannt, dass Kevin McCarthy, der republikanische Sprecher des Repräsentantenhauses, Carlson exklusiv das Videomaterial über die Erstürmung des Kapitols überlassen hat. Zuvor war dieses Material nur dem Untersuchungs-Sonderausschuss und Anwälten der Angeklagten vorbehalten. Mehrere Medien und demokratische Politiker sprachen von einem „schweren Fehler“, da Carlson nun versuchen werde, die Geschichte zu verbiegen und die öffentliche Erinnerung an die Geschehnisse zu manipulieren. Tatsächlich zeigte Carlson in seiner Sendung bald darauf Ausschnitte, die den Eindruck erwecken sollten, es habe sich beim Sturm auf das Kapitol um eine friedliche Demonstration gehandelt.
Im April 2021 verbreitete er in seiner Sendung die unter Rechtsextremen beliebte Verschwörungstheorie vom Großen Austausch. Nach dieser antisemitischen und rassistischen Erzählung werden weiße Bevölkerungsteile gezielt durch nicht-weiße ersetzt. Carlson sagte, er wisse, „dass die Linke und Leute auf Twitter buchstäblich hysterisch werden, wenn man den Begriff ‚Replacement‘ verwendet und wenn man in den Raum wirft, dass die Demokratische Partei versucht, die aktuelle Wählerschaft mit neuen Menschen, gehorsamen Wähler aus der Dritten Welt, zu ersetzen.“ Doch tatsächlich würden sie gerade deshalb hysterisch, weil sie wüssten, dass es wahr sei. Es gehe nicht um Rassismus, sondern um Wählerrechte. „Wenn man die Bevölkerung verändert, verwässert man die politische Macht der Menschen, die dort leben.“ Tatsächlich werde er „[j]edes Mal, wenn sie […] einen neuen Wähler importieren […], als aktueller Wähler entmündigt“. Daraufhin forderte die Anti-Defamation League Carlsons Rücktritt.
Wenige Tage darauf griff er die Aussagen erneut auf und bekräftigte sie: Der demographische Wandel sei der Schlüssel für die politischen Ziele der Demokratischen Partei. Um an die Macht zu gelangen und diese zu behaupten, planten die Demokraten, die Bevölkerung auszutauschen und durch Einwanderer zu ersetzen, die dann die Demokraten wählen würden. Ziel sei es, „euch“ [also die Zuschauer von Fox News] „irrelevant“ zu machen. Dies sei nachweislich wahr.
Nach dem Vormarsch der Taliban in Afghanistan 2021 und dem Rückzug der US-Truppen aus Afghanistan forderte Carlson Rücktritte auf höchster Ebene und behauptete, es gäbe einen Aufstand, wenn die Anführer über längere Zeit keine Verantwortung übernähmen.
Im September 2021 verteidigte er die Nutzung gefälschter Impfbescheinigungen zur COVID-19-Impfung. Dies sei „kein schweres Verbrechen“, sondern vielmehr eine „Verzweiflungstat anständiger, gesetzestreuer Amerikaner, die von Tyrannen in die Enge getrieben wurden“.
In Bezug auf den Ukraine-Krieg positionierte Carlson sich als ein Gegner einer US-Unterstützung der Ukraine und übernahm dabei mehrere zentrale Behauptungen der russischen Propaganda.
Nach dem russischen Überfall auf die Ukraine im Februar 2022 begann das russische Staatsfernsehen – auf Weisung der russischen Ministeriums für digitale Entwicklung, Kommunikation und Massenmedien – Carlson häufig zu erwähnen und zu zeigen. Dieser verbreitete die Falschaussage, dass die USA in der Ukraine Biowaffenlabore betreiben würden.
Außerdem machte sich Carlson beim russischen Staatsfernsehen beliebt, indem er bei Fox News die Entscheidung der US-Regierung kritisierte, den ukrainischen Präsidenten Wolodymyr Selenskyj und die Ukraine zu unterstützen, die laut Carlson gar keine Demokratie sei. Er führte als Argument Selenskyjs innenpolitische Entscheidungen an, nach Kriegsausbruch mehrere prorussische TV-Sender geschlossen und mit Wiktor Medwedtschuk einen von vier Parteivorsitzenden der größten ukrainischen Oppositionspartei unter Hausarrest gestellt zu haben.
Anfang Juni 2023 verunglimpfte Carlson in der ersten Folge seiner neuen Show auf Twitter den ukrainischen Präsidenten Selenskyj, der jüdischer Herkunft ist, auf antisemitische Weise, indem er dessen Gesicht als „verschwitzt und rattenähnlich“ bezeichnete. Selenskyj stecke, so Carlson, mit kapitalistischen US-Investoren wie BlackRock unter einer Decke und verfolge zudem Christen im Land.
In seiner Ankündigung zum Interview mit dem Außenminister Russlands, Sergei Lawrow, behauptete Carlson Anfang Dezember 2024, dass die USA Russland angegriffen haben und sich beide Staaten seitdem in einem unerklärten Krieg miteinander befänden. Er behauptete, dass es auf Regierungsebene zwischen beiden Staaten seit zwei Jahren keinen Kontakt mehr gegeben habe (tatsächlich jedoch werden entsprechende Kanäle – anders als Carlson behauptet – genutzt) und, dass er seit einem Jahr versucht habe, ein Interview mit dem ukrainischen Staatspräsidenten zu führen, die ukrainische Regierung aber von der Botschaft der Vereinigten Staaten in Ukraine die Weisung bekommen habe, dies nicht zu tun.

## Rezeption
Carlson zählt seit den 2010er Jahren zu den in Kreisen der amerikanischen Rechten populärsten Medienfiguren. Nachdem er sich ursprünglich bei konservativ bzw. republikanisch eingestellten Teilen der US-Bevölkerung im Allgemeinen großer Beliebtheit erfreute, hat er sich in den 2020er Jahren v. a. zu einem Meinungsführer bei den Anhängern der MAGA-Bewegung entwickelt. Das Magazin Newsweek hat in diesem Sinne 2024 festgestellt, dass Carlson im rechten Amerika „beliebt wie eh und je“ (as popular as ever) und „ein ernst zu nehmender Faktor, wenn es darum gehe die gegenwärtige politische Landschaft im rechten Lager zu gestalten“ (a force to be reckoned with when it comes to shaping the modern political landscape on the right), sei.
Unter Carlson kritisch gegenüberstehenden Kommentatoren besteht weitgehend Einigkeit, dass er spätestens seit seiner Tätigkeit bei Fox News als ein politisch weit rechtsstehe Persönlichkeit des amerikanischen öffentlichen Lebens anzusehen ist:
So hat der Journalist Roland Nelles ihn auf Spiegel Online als „strammrechten Moderator“ charakterisiert, während Konstantin von Hammerstein den Befund formuliert hat, dass Carlsons Weltbild sich auf die Drei-Wort-Formel bringen lasse: „Ausländer bedrohen Amerika“, wobei er den Verdacht äußerte, dass Carlson entsprechende xenophobe Positionen in zynischer Weise auch deshalb einnehme, weil er damit Aufmerksamkeit und Quote erlangen könnte („Für die Quote reicht das.“).
Auch The New York Times hat den Vorwurf an Carlson gerichtet, dass er die Ängste und Klagen seiner Zuschauer zynisch für seinen eigenen medialen Erfolg benutze, indem er diese als Waffe instrumentalisiere. Außer xenophoben, meinte die Times auch ausgesprochen rassistischste Elemente in Carlsons Show ausgemacht zu haben.
Die Washington Post hat in diesem Zusammenhang in einem Artikel von 2018 geltend gemacht, dass rechtsextreme Medien in den USA Äußerungen Carlsons in dem Bestreben, ihren Positionen ein größeres Maß an Mainstream-Legitimität zu geben, zeitweise gerne zitiert hätten, da das Aufgreifen von Positionen Carlsons, die ihren eigenen Positionen nahe kamen, es ihnen ermöglichte, zu zeigen, dass bestimmte von ihnen vertretenen Positionen, nicht nur von ihnen als Nischenmedien, sondern auch von Persönlichkeiten (wie Carlson) in großen Massenmedien, vertreten werden würden. Der Post zufolge galt Carlson damals (2018) als ein Favorit des Daily Stormers.
Der britische Journalist Jason Stanley gelangte in einer Betrachtung Carlsons in der Zeitung Guardian im November 2018 zu der Einschätzung, dass Carlsons während der vorangehenden Jahre stattgefunden habende Entwicklung nach rechts sich in einer langen Liste „rassistischer und aufwiegelnder Äußerungen“, die er gemacht habe, niederschlagen würde. Als Beleg hierfür machte er geltend, dass selbst zahlreiche Firmen, die sonst beim konservativen Sender Fox News Werbespots schalten würden, Carlsons Sendung boykottieren würden, da diese ihnen als zu rechtsgerichtet erscheine.
Seit den 2020er Jahren ist zudem von verschiedener Seite der Vorwurf gegen Carlson erhoben worden, dass er Verschwörungstheorien vertreten würde:
Der Politikwissenschaftler George Hawley hat Carlson beispielsweise in einer einschlägigen Studie von 2025 in diesem Sinne als ein Paradebeispiel für führende, einstmals mainstream-konservative, Kommentatoren, die sich im vergangenen Jahrzehnt dem verschwörungstheoretischen Rechtspopulismus angenähert hätten, klassifiziert.
Der bereits genannte Journalist Stanley bekundete zu diesem Punkt 2022 die Überzeugung, dass Carlson in seiner Fox News-Sendung Verschwörungstheorien aufgreifen und weiterverbreiten würde, die rassistisch und speziell antisemitisch codiert seien. So beispielsweise die These, dass die sogenannte Critical Race Theory von deutsch-jüdischen Marxisten der Frankfurter Schule abstamme. Dies geschehe zwischen den Zeilen, weil er entsprechende, subtextuell gegen Juden gerichtete, Theorien verbreiten würde, ohne Juden beim Namen zu nennen.
Die Neue Zürcher Zeitung hat Carlson in diesem Kontext in einem Porträt seiner Person von 2022 ebenfalls als einen Verschwörungstheoretiker eingestuft. Außerdem hat sie ihm vorgeworfen Unwahrheiten zu verbreiten bzw. die Wahrheit zu verdrehen, wobei er Widersprüche in seiner Argumentation „mit wütenden Monologen und emotionsgeladenen Bildern“ ausgleiche. Mit Blick auf Carlsons Sendung Tucker Carlson Tonight erklärte die NZZ, dass diese ihrer Ansicht nach in der „Dreistigkeit“, mit der sie die Wahrheit häufig missachte, der Dreistigkeit der Propaganda von Staatsmedien autoritärer Staaten, speziell der „der russischen Staatspropaganda“, „in nichts“ nachstehe.

## Ehe und Familie
Carlson heiratete am 10. August 1991 Susan Thomson Andrews, die er als Tochter des Direktors der St. George’s School kennen gelernt hatte, während er diese Privatschule besuchte.
Aus der Ehe sind vier Kinder hervorgegangen: Lilie (* 1995), Buckley (* 1997), Hopie (* 1999) und Dorothy (* 2002). Der Sohn Buckley Carlson ist seit 2025 stellvertretender Pressesprecher des US-Vizepräsidenten JD Vance.

## Veröffentlichungen
- Politicians, Partisans and Parasites. My Adventures in Cable News. New York (NY): Warner Books 2003, ISBN 0-446-52976-1.
- Ship of Fools: How a Selfish Ruling Class is Bringing America to the Brink of Revolution, New York (NY): Free Press 2018, ISBN 978-1-5011-8366-9.
- The Long Slide: Thirty Years in American Journalism. New York (NY): Threshold Editions 2021, ISBN 978-1-5011-8369-0.